# Viana do Bolo
Viana do Bolo är en kommun i Spanien. Den ligger i provinsen Ourense i den autonoma regionen Galicien i nordvästra delen av landet, 300 km nordväst om huvudstaden Madrid. Antalet invånare är 2 736 (2024).  Arean är 270,73 kvadratkilometer.